# Portal da Fonte
O Portal da Fonte é uma elevação portuguesa localizada no concelho de São Roque do Pico, ilha do Pico, arquipélago dos Açores.
Este acidente geológico tem o seu ponto mais elevado a 635 metros de altitude acima do nível do mar. Esta elevação tem nas suas proximidades a Lagoa da Barreira, a Ribeira das Fetais e a Ribeira do Mariano, além das elevações do Curral Queimado, da Cova da Barreira e do Pico Corre Água.